# Maria Seymour
Maria Seymour (em inglês: Mary Seymour; Castelo Sudeley, 30 de agosto de 1548 — 1550), nascida em assento de país de seu pai, Castelo Sudeley em Gloucestershire, era a única filha de Tomás Seymour, 1.º Barão Seymour de Sudeley, e Catarina Parr, viúva de Henrique VIII de Inglaterra. Embora Catarina tivesse casado quatro vezes, Maria era sua única filha.

## Biografia
Em 30 de agosto de 1548, Catarina Parr, viúva de Henrique VIII e em seguida, esposa de Tomás Seymour – Lorde Sudeley, deu à luz uma filha no Castelo Sudeley, em Gloucestershire. Catarina tinha 36 anos e pelo que consta nos registros históricos, esta foi sua primeira gravidez. Considerando que a idade para casar-se e começar a ter filhos no período Tudor, era mais cedo que atualmente, Catarina engravidou tardiamente aos padrões da época e isto, poderia implicar inúmeros problemas, tanto para ela, quanto para o bebê. No entanto, tirando alguns registros de desconfortos matinais, ela parece ter saído-se bem. O estado geral de sua gravidez apenas tornou-se alarmante, após descobrir os flertes entre seu marido Tomás e sua enteada Isabel, filha de seu falecido marido e agora sua aia. Os flertes cada vez mais escandalosos, haviam então naquele momento, ultrapassado os limites da decência. Isabel foi então mandada embora e em seu lugar, Joana Grey acompanhou Catarina durante sua gestação. Tomás e Catarina parecem ter relevado tal situação, mediante a crescente excitação sobre a gravidez e a esperança do nascimento de um menino.
Embora não tenha sido um menino, Seymour parece ter ficado igualmente encantado com sua recém-chegada filha. Ela foi batizada de Maria, em homenagem a enteada mais velha de Catarina (a própria Catarina receberia seu nome em homenagem à mãe de sua enteada Maria, Catarina de Aragão). A pequenina era bonita e saudável, com dois pais amorosos zelando por ela. O trabalho de parto de Catarina, havia sido bastante longo e de natureza inquietante. Em consequência disto, a ex-rainha desenvolveu febre puerperal, o maior perigo para a saúde das mulheres em pós-parto naquele período. Ela havia recebido a melhor assistência médica disponível, acompanhada de seu médico pessoal, o Dr. Roberto Huicke. No entanto, ela não era mais capaz que uma mulher humilde, em suportar os perigos da infecção bacteriana, que piorava cada vez mais. A doença então, seguiu seu curso inexorável. Catarina tornou-se desorientada, assustada e inquieta, contando a uma de suas damas, na manhã de 3 de setembro, que “temia que estes problemas nela, a faziam ter certeza de que não iria sobreviver…”. Foi também noticiado que ela havia repreendido o marido por seu comportamento, enquanto estava a seu lado na cama, tentando acalmá-la.
No entanto, quando seus medos foram confirmados por seu médico, Catarina ditou sua vontade, deixando tudo o que tinha para Tomás e desejando que fosse ”mil vezes mais”. Ela parece não ter feito nenhuma menção à pequena Maria, deitada nas proximidades em seu esplêndido berço de ouro e carmesim, que Catarina outrora havia preparado. Não sabemos se ela pediu para ver a criança, durante os poucos intervalos de lucidez que foram deixados à ela.
Catarina Parr, morreu nas primeiras horas de 5 de Setembro e foi imediatamente envolta em camadas de tecidos, colocada em um caixão de chumbo bem vedado e enterrada na pequena igreja nas terras do castelo. O funeral foi simples, o primeiro serviço do gênero protestante para uma rainha da Inglaterra. Joana Grey, com 11 anos de idade, serviu como chefe enlutada da cerimônia. Tomás – como era costume na época – não compareceu à cerimônia. A morte de sua esposa o deixou atordoado: “Eu estava tão surpreso”, ele escreveu para o pai de Joana Grey, ”Que tenho um pequeno pesar, tanto de mim, quanto de meus atos”. No entanto, ele pensou em sua filha e voltou-se para o apoio de sua família, levando-a para Londres com ele, para ser cuidada na casa de seu irmão, Eduardo Seymour, 1.º Duque de Somerset. O Duque e a Duquesa de Somerset tiveram inúmeras crianças e um novo e recém chegado bebê, parecia ser bem-vindo. Infelizmente, suas relações com Tomás, eram muito mais voláteis.
Sem a influência estabilizadora de Catarina Parr e talvez sofrendo com os efeitos do luto – conforme é suposto – acreditam que Tomás Seymour, que havia sido imprevisível no passado, havia tornado-se naquele momento, ainda mais. Seu ressentimento contra o poder e a autoridade de seu irmão o irritavam; sendo seu próprio papel na política mal definido, isto o fez começar a desenvolver planos de revoltas e até mesmo cogitar uma união com a jovem Isabel. Nenhuma destas ideias eram boas, ambas representavam inúmeros perigos e Tomás não tinha qualquer base de poder Real na Inglaterra. Ele eventualmente foi pego, aparentemente, tentando sequestrar Eduardo VI – que antigamente gostava muito de seu tio mais novo, até que o mesmo atirou em seu cão de estimação, que o perturbava. O pano de fundo a este incidente permanece obscuro, mas a campanha de difamação contra Seymour, foi rápida e implacável. Ele foi levado a julgamento e executado por traição, em 17 de março de 1549, deixando Maria órfã, com apenas sete meses.
Tomás não nomeou qualquer um de seus próprios parentes ou os de Catarina como guardiões de sua filha. Ele dificilmente teria cogitado entregá-la a seu irmão, que assinou sua sentença de morte, e ninguém mais parecia ter interesse na criança. A maioria de seus antigos “amigos”, estavam todos tentando manter o máximo possível de distancia do nome de Tómas Seymour. Em vez disto, Catarina Willoughby, Duquesa de Suffolk – uma amiga próxima de Catarina Parr – e de ideais religiosos reformistas aparentemente questionáveis, foi apontada como responsável. Ela aceitou com entusiasmo.
Apesar de suas fortes convicções religiosas, ela não o fez por caridade cristã. Maria pode ter sido uma órfã, mas era valiosa. Como filha de uma antiga rainha, ela veio com uma casa própria, consistindo de uma governanta, babás, lavadeiras, entre outros criados. O governo deveria fornecer para ela, manutenção e pagamento de sua equipe, mas não foi possível que a Duquesa recebesse a parte do dinheiro de Somerset, até que ela apelou para William Cecil, um membro proeminente da casa do Duque, de intervir em seu nome. A carta que escreveu, deixa claro o quanto ela preocupava-se com a menina, referindo-se à ela friamente como ”a filha da Rainha”.
A reclamação da Duquesa, claramente obteve alguma resposta; em janeiro de 1550, Maria Seymour foi permitida, por ato do parlamento, a herdar qualquer uma das propriedades de seu pai. A partir daí, a filha de Catarina Parr, desaparece completamente dos registros históricos.

## Teorias
Jean Bray, arquivista do Castelo Sudeley, sugere que – como tem sido amplamente conjeturado – que ela morreu jovem, provavelmente em torno dos dois anos de idade. Ela pode muito bem ter sido enterrada em Lincolnshire, perto Grimsthorpe, a fazenda de propriedade da Duquesa de Suffolk, onde ela havia vivido como um indesejável fardo para a maioria, em sua curta e triste vida.
A biografa vitoriana, Agnes Strickland, alegou em seu livro sobre Catarina Parr, que Maria Seymour, ao contrário da crença comum, viveu até a idade adulta. Ela teria casado-se com Sir Eduardo Bushel, um membro da família Real dinamarquesa da Rainha Ana, consorte do Rei Jaime VI da Escócia e I de Inglaterra. A teoria de Strickland, sugere que a Duquesa de Suffolk, após seu casamento com Ricardo Bertie em 1553, fugiu da Inglaterra durante as perseguições marianas em 1555, ou depois.
Outra teoria, afirma que Maria foi levada para Wexford, Irlanda e criada sob os cuidados de uma família protestante, os Hart, que haviam envolvido-se em pirataria ao longo da costa irlandesa sob a proteção de um acordo de participação nos lucros com Tomás Seymour.